# Bibiela
Bibiela (niem. Bibiella) – sołectwo, część miasta Miasteczko Śląskie od 1 stycznia 1973.
Położona wśród lasów, rozpościera się wzdłuż jednej ulicy – Starowiejskiej. Znajduje się tu szkoła powszechna, kościół rzymskokatolicki pw. Matki Bożej Fatimskiej oraz ubojnia drobiu.
W latach 1973–75 i od 30 grudnia 1994 w granicach Miasteczko Śląskiego. W latach 1975–1994 w granicach Tarnowskich Gór. Wieś historycznie leży na Górnym Śląsku.

## Dworek myśliwski

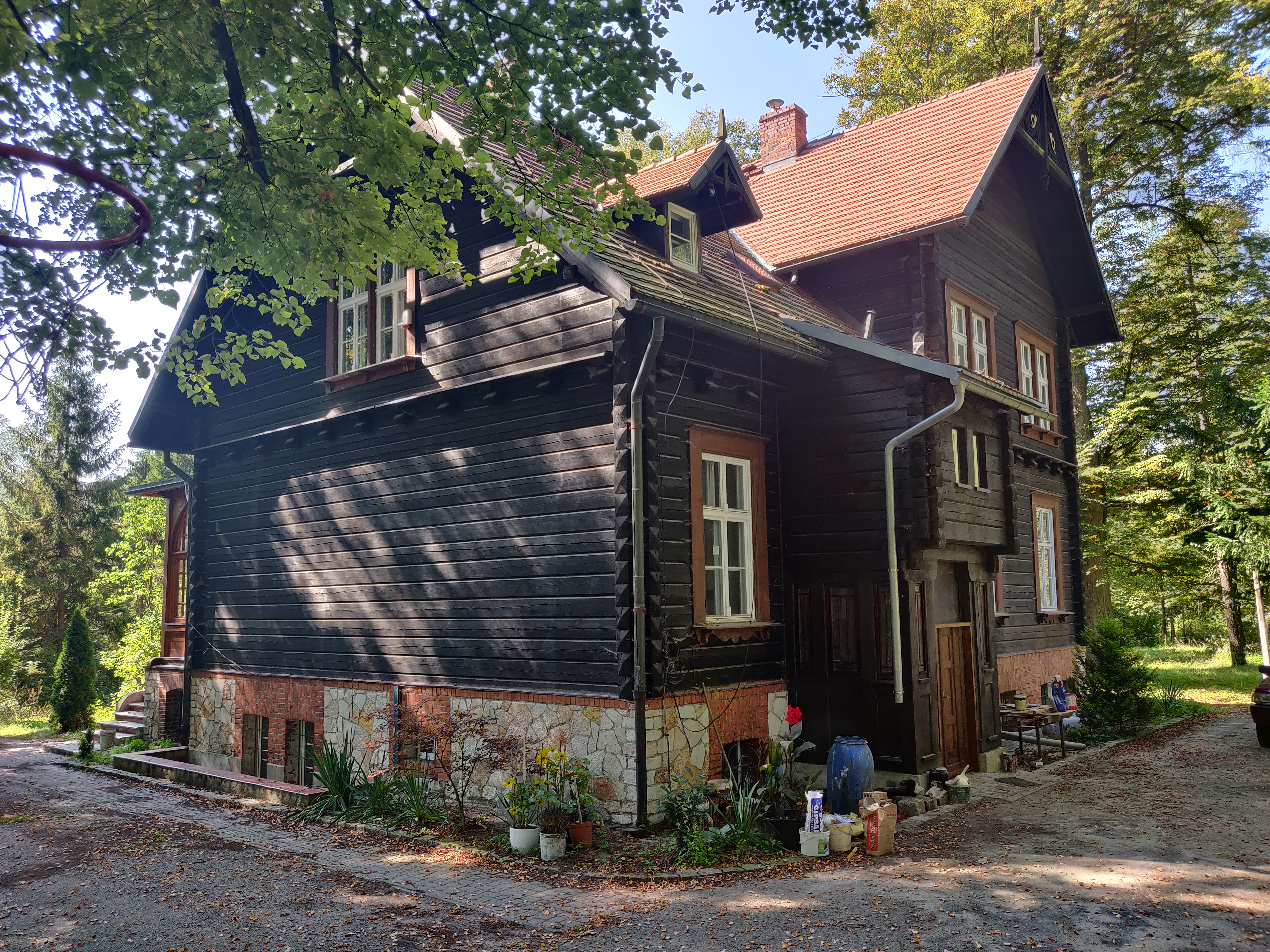
Dawny dworek myśliwski (2020)

W przyleśnej dróżce znajduje się dworek myśliwski. Został zbudowany w 1890 r. przez rodzinę Henckel von Donnersmarck, która była właścicielem okolicznych lasów. W latach 70. został przejęty przez PZPR dla ówczesnego I sekretarza E. Gierka. W otoczeniu znajdował się basen oraz duży ogród.

## Kopalnia
Na obszarze leśnym zwanym „Pasiekami” są pozostałości zatopionych kopalń rudy żelaza i rudy cynku oraz ołowiu. Odkryto je przed 1860 r. a w 1889 r. powstały dwie kopalnie podziemne, eksploatujące te surowce mineralne. Dnia 17 stycznia 1917 r. doszło do nagłego zalania kopalni, gdy w jednej ze sztolni natrafiono na duży napływ wody. Wszyscy górnicy zdołali się uratować, ale woda zalała wszystkie maszyny. Podjęte próby odpompowania kopalni zakończyły się niepowodzeniem.

## Szkoła powszechna

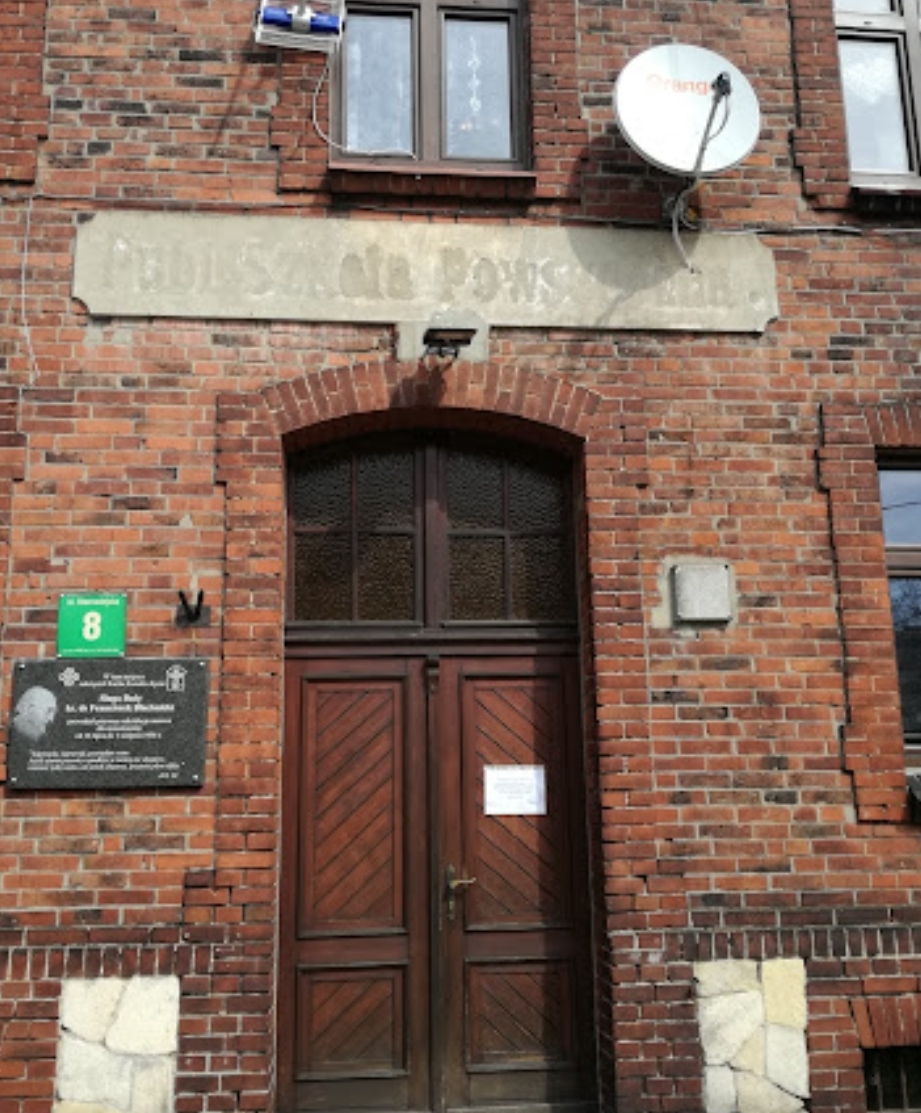
Szkoła powszechna oraz pamiątkowa tablica (2018)

W sołectwie znajduje się zabytkowa szkoła powszechna.
Budynek zbudowany około 1867 r. początkowo był budynkiem granicznym, w latach późniejszych służył jako publiczna szkoła, mieszkanie nauczyciela oraz częściowo kaplica. Obecnie znajdują się w nim mieszkania socjalne oraz świetlica. Na przodzie budynku w 2013 odsłonięto tablicę upamiętniającą działalność księdza Franciszka Blachnickiego założyciela ruchu odnowy kościoła Światło-Życie, który w 1954 r.  zorganizował pierwszą oazę dla ministrantów. Tablica została poświęcona przez biskupa gliwickiego Jana Kopca.

## Kościół

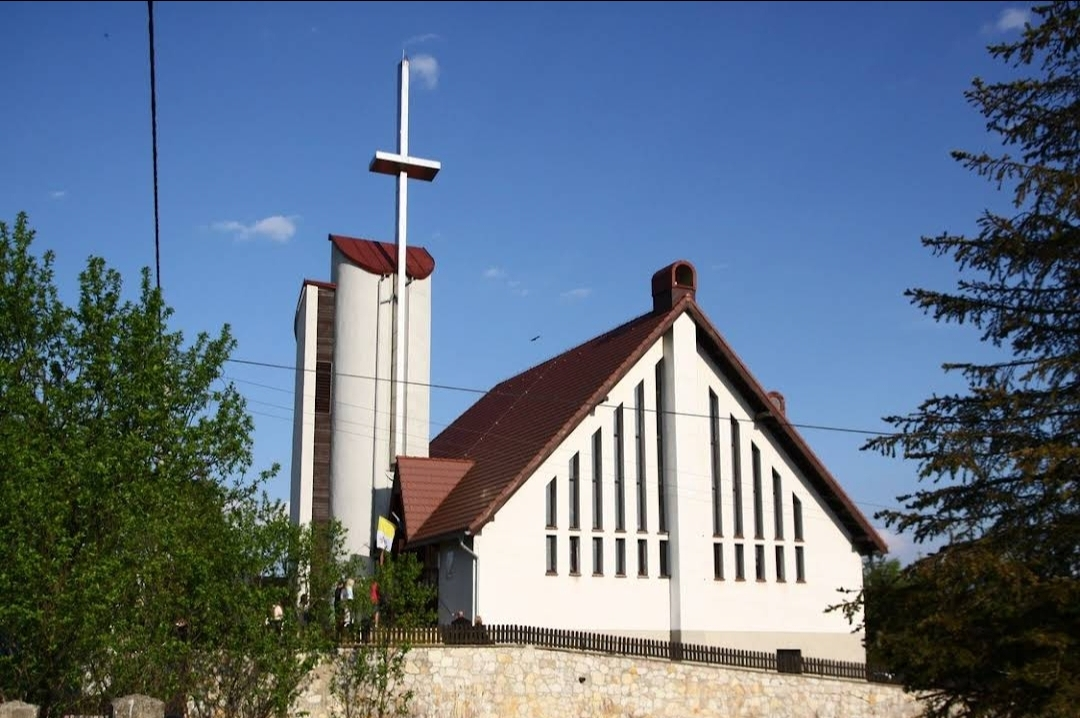
Bibiela kościół (2019)

Kościół filialny parafii Świętych Apostołów Piotra i Pawła w Brynicy pw. Matki Boskiej Fatimskiej w Bibieli, przy ul. Starowiejskiej 40. Wybudowany w 1995 roku.

## Historia
Pierwsze wzmianki o Bibieli pochodzą z 1683, wówczas w żyglińskiej metryce wymienia się "Szymona Bibielę z Bibieliny" właściciela młyna. Powszechnie uważa się, że od niego właśnie przywykło się nazywać tak wieś. Młyn wcześniej wspomnianej rodziny zlikwidowano w 1729,
a w zabudowaniach założono leśniczówkę. W ten sam czas na młynarskich polach utworzono folwark i zostało wzniesione pare zabudowań na rzecz robotników. Powstanie kolonii Bibiela datuje się na 1825, bo przez założenie 10 gospodarstw rolnych otrzymała samorząd i wieś posiadała własnego sołtysa. W 1889 nieopodal na pasiekach powstały dwie duże kopalnie rudy, działały one niedaleko "Konsolidierte Floras-Glück-Grube" oraz "Bibiela Grube" istniały do 1917. Mieszkańcy wsi w plebiscycie przeprowadzonym na górnym śląsku w 1921r. za Polską opowiedzieło się 98 osób, za Niemcami 58 osób. Wieś została wcielona do Polski w czasie trzeciego powstania śląskiego.

## Przyroda
We wsi i okolicy jest także kilka pomnikowych drzew: 9 prawie 200-letnich lip, 4 dęby szacowane na 550 lat, a jeden o wiek młodszy.